# Friendly Persuasion
Friendly Persuasion is een Amerikaanse dramafilm uit 1956 onder regie van William Wyler. De film is gebaseerd op de roman The Friendly Persuasion (1945) van de Amerikaanse schrijfster Jessamyn West. Wyler won met deze film de Gouden Palm op het Filmfestival van Cannes.

## Verhaal
De leden van een quakersfamilie in Indiana hebben het niet gemakkelijk om de pacifistische regels van hun godsdienst in het alledaagse leven in ere te houden. Wanneer het geconfedereerde leger in 1862 hun streek doorkruist, moeten ze beslissen of ze de wapens zullen opnemen.

## Rolverdeling
| Acteur           | Personage       |
| ---------------- | --------------- |
| Gary Cooper      | Jess Birdwell   |
| Dorothy McGuire  | Eliza Birdwell  |
| Phyillis Love    | Mattie Birdwell |
| Anthony Perkins  | Joshua Birdwell |
| Richard Eyer     | Little Jess     |
| John Smith       | Caleb Cope      |
| Robert Middleton | Sam Jordan      |
| Marjorie Main    | Ma Hokepook     |